# Siena (provincie)
Siena (afgekort: SI) is een van de tien provincies van de Italiaanse regio Toscane. De provincie meet 3464 km² en telt 195.000 inwoners.
Siena grenst aan de metropolitane stad Florence en de provincies Pisa, Grosseto, Arezzo, Viterbo, Terni en Perugia.

## Plaatsen en bezienswaardigheden
De hoofdstad is de stad Siena.
Enkele andere belangrijke plaatsen in de provincie Siena zijn:
- San Gimignano
- Colle di Val d'Elsa
- Poggibonsi
- Montepulciano

De provincie kent met haar vele steden en stadjes vele bezienswaardigheden. Buiten de steden ligt in het noorden van de provincie lde wijnstreek Chianti, in het oosten de landstreek Crete Senesi.